# Pforzheim Galerie

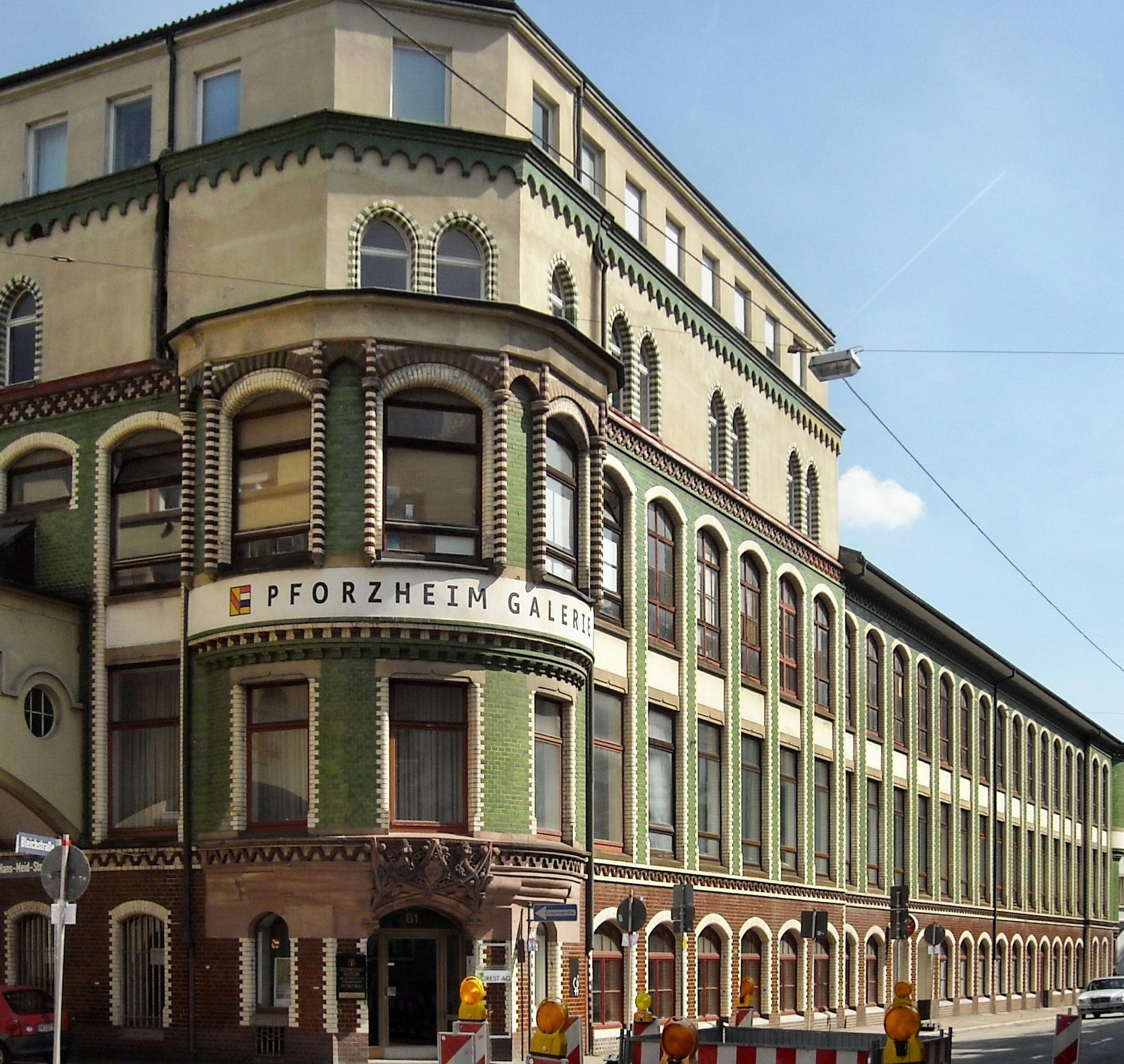
Pforzheim Galerie in der Bleichstraße

Die Pforzheim Galerie – Städtische Galerie für regionale Kunst ist ein Kunstmuseum in Pforzheim.
Die Städtische Galerie dokumentiert das Schaffen von Künstlern aus der Region und Südwestdeutschland in ausgewählten Beispielen. Sie tritt damit die Nachfolge der im Zweiten Weltkrieg untergegangenen Städtischen Galerie im Bohnenberger Schlössle an, aus deren Bestand sich einzig Carl Spitzwegs Bild "Der Mineraloge" erhielt. Das Gemälde ist heute wieder ausgestellt und bildet den Auftakt zu einer Dauerausstellung, in der die relevanten Strömungen des zwanzigsten Jahrhunderts anhand von Beispielen der regionalen Kunst repräsentiert sind. Zum Bestand gehören Werke von zum Teil international bedeutende Künstlern wie Hans Meid, Richard Ziegler, Edmund Daniel Kinzinger, Erwin Aichele, Otto Haas, Karl Abt, Karl Stretz und Emil Bizer sowie Vertreter des neueren Kunstschaffens wie Carl Heinz Wienert, Gerlinde Beck, Bernd Berner, Jürgen Brodwolf, Hans Baschang, Hetum Gruber und Manfred Mohr.
Vier bis fünf Wechselausstellungen pro Jahr widmen sich vor allem jüngeren Künstlern aus der Region, Professoren der Hochschule Pforzheim oder mit überregional bekannten Künstlern aktuellen Themen.